# Hyun Jin-young
Hyun Jin-young (hangul: 현진영, n. 3 februarie 1971, Seul, Coreea de Sud), este un cântăreț sud-coreean, pionier al genului hip-hop în Coreea și primul artist al SM Entertainment.

## Discografie

### Albume de studio
| Titlu                                            | Detalii album                                                                                                  |
| ------------------------------------------------ | --- |
| New Dance 1 (sub numele Hyun Jin-young and Wawa) | - Lansat: 1 august 1990 - Casă de discuri: SM Entertainment, Seorabul Records - Format: LP, casetă audio       |
| New Dance 2                                      | - Lansat: 13 august 1992 - Casă de discuri: SM Entertainment, Seorabul Records - Format: LP, CD, casetă audio  |
| Int. World Beat and Hiphop Of New Dance 3        | - Lansat: septembrie 1993 - Casă de discuri: SM Entertainment, Seorabul Records - Format: LP, CD, casetă audio |
| Wild Gangster Hiphop                             | - Lansat: 1 ianuarie 2002 - Casă de discuri: King Entertainment - Format: CD, casetă audio                     |
| Street Jazz In My Soul                           | - Lansat: 27 martie 2006 - Casă de discuri: Seal Media - Format: CD, casetă audio                              |

### Single-uri
| Titlu                                                                                       | Detalii album                                                                               |
| ------------------------------------------------------------------------------------------- | ------------------------------------------------------------------------------------------- |
| Sexy Lady / Maybe It Was A Dream (야한여자/꿈이었나봐) (sub numele Hyun Jin-young and Wawa) | - Lansat: 1 aprilie 1990 - Casă de discuri: SM Entertainment, Seorabul Records - Format: LP |
| Paradise                                                                                    | - Lansat: 2 mai 2007 - Casă de discuri: independent - Format: distribuție digitală          |